# Michael Weatherly

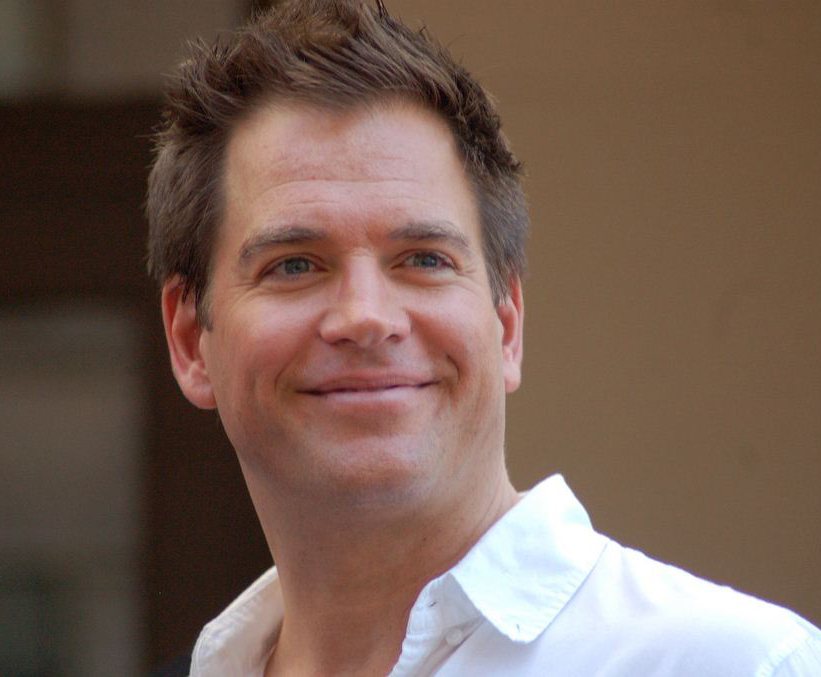
Michael Weatherly (2012)

Michael Manning Weatherly Jr. (* 8. Juli 1968 in New York City) ist ein US-amerikanischer Schauspieler und Sänger.

## Leben
Michael Weatherly wurde am 8. Juli 1968 in New York City geboren. Mit seinen Eltern, Patricia und Michael Manning Weatherly Sen., seinen fünf Schwestern und einem Bruder wuchs er in Fairfield (Connecticut) auf. In seiner Jugend begeisterte er sich für Musik, spielte Klavier und Gitarre und sang in einer Band. Weatherly begann ein Studium der Kommunikationswissenschaft. Auf dem College entschied er sich dann für eine Schauspielkarriere, weshalb er sein Studium abbrach.
Wegen besserer beruflicher Aussichten als Schauspieler zog Weatherly 1991 nach New York. Zunächst verdiente er sein Geld als Pizzabote, Schuhverkäufer und Songschreiber. Seine erste Rolle hatte er 1992 als Theo Huxtables Mitbewohner in der Bill Cosby Show. Danach spielte er drei Jahre in der Seifenoper Loving mit. Mitte der 1990er Jahre zog Weatherly nach Los Angeles und bekam in der Fernsehserie Significant Others neben der damals noch relativ unbekannten Jennifer Garner eine Rolle, die 1998 zu seinem ersten größeren Erfolg wurde.
Eine wiederkehrende Gastrolle hatte er als Christina Applegates Ex-Mann Roy in der Fernsehserie Jesse. Im Jahr 2000 erhielt er seine erste Hauptrolle in der Fernsehserie Dark Angel an der Seite von Jessica Alba. 2001 verlobte sich Weatherly mit ihr. Diese Verbindung wurde 2003 gelöst. Die Rolle in Dark Angel verhalf ihm in Deutschland zu einem höheren Bekanntheitsgrad. Nachdem die Serie 2002 eingestellt worden war, spielte er ab 2003 seine bisher längste Hauptrolle als Anthony „Tony“ DiNozzo in der erfolgreichen Krimiserie Navy CIS. Am Ende der 13. Staffel stieg er aus der Serie aus, 2024 kehrte er für einen Gastauftritt zurück. Von September 2016 bis Mai 2022 war er in der Hauptrolle als Jason Bull in der Fernsehserie Bull zu sehen, die an die Karriere von Phil McGraw bei einer Trial-Consulting-Firma angelehnt ist.
Als Filmschauspieler war er in verschiedenen kleineren Rollen zu sehen, beispielsweise in den Filmen Last Days of Disco – Nachts wird Geschichte gemacht, Ein Herz und eine Kanone, Cabin by the Lake, Venus & Mars oder Her Minor Thing. Außerdem hatte er seit dem Beginn seiner Schauspielkarriere zahlreiche Gastauftritte in Fernsehserien wie The Crow – Die Serie, Charmed – Zauberhafte Hexen und Ally McBeal.

## Vorwürfe der sexuellen Belästigung
Während der Dreharbeiten zur TV-Serie Bull erhob seine Schauspielkollegin Eliza Dushku schwere Vorwürfe gegen Weatherly. Sie fühlte sich in mehreren Situationen und durch div. Aussagen und Anspielungen von ihm sexuell belästigt. Nachdem die Schauspielerin, welche in den folgenden Staffeln der Serie zu den Hauptdarstellern aufsteigen sollte, die Produktion über die Belästigungen am Set informierte, erhielt sie eine Abfindung in Höhe von 9,5 Mio. USD und musste die Serie verlassen. Im November 2021 sagte Dushku vor dem Justizausschuss des Repräsentantenhauses über ihre Erfahrungen und die sexuellen Belästigungen während ihrer Zeit bei Bull aus. U.a. existieren Videoaufnahmen, auf denen Weatherly von einem Dreier redet und sagt, dass er Dushku „gerne mal übers Knie legen würde“. Seinen Garderoben-Van bezeichnete er als „Vergewaltigungsmobil“. Weatherly, der zunächst alle Schuld von sich wies, entschuldigte sich in der Folge öffentlich.

## Privates
Bei den Dreharbeiten der Seifenoper Loving lernte Weatherly die Schauspielerin Amelia Heinle kennen. Sie heirateten 1996, ein Jahr später erfolgte die Scheidung. Aus der Ehe hat Weatherly einen Sohn (* 1996). Seit 2009 ist Michael Weatherly mit einer Ärztin verheiratet und hat mit ihr eine Tochter (* 2012) und einen Sohn (* 2013).

## Filmografie
- 1991: Die Bill Cosby Show (The Cosby Show, Fernsehserie, Folge 7x14)
- 1991: Springfield Story (Guiding Light, Fernsehsoap, Folge 1308)
- 1992–1995: Loving (Fernsehserie)
- 1995–1996: The City (Fernsehserie)
- 1996: Pier 66 (Fernsehfilm)
- 1997: Wally Sparks – König des schlechten Geschmacks (Meet Wally Sparks)
- 1997: Asteroid – Tod aus dem All (Asteroid, Fernsehfilm)
- 1997: Spy Game (Fernsehserie, Folge 1x07)
- 1998: Das Komitee (The Advanced Guard, Fernsehfilm)
- 1998: Last Days of Disco – Nachts wird Geschichte gemacht (The Last Days of Disco)
- 1998: Significant Others (Fernsehserie, 6 Folgen)
- 1998: Jesse (Fernsehserie, 6 Folgen)
- 1998: Grown-Ups (Fernsehfilm)
- 1999: Winding Roads (Fernsehfilm)
- 1999: Charmed – Zauberhafte Hexen (Charmed, Fernsehserie, Folge 1x18)
- 1999: The Crow – Die Serie (The Crow: Stairway to Heaven, Fernsehserie, Folge 1x22)
- 2000: Stumme Schreie im See (Cabin by the Lake, Fernsehfilm)
- 2000: Ein Herz und eine Kanone (Gun Shy)
- 2000: Ally McBeal (Fernsehserie, Folge 4x01)
- 2000: Grapevine (Fernsehserie, Folge 1x05)
- 2000: The Specials
- 2000–2002: Dark Angel (Fernsehserie, 42 Folgen)
- 2001: Venus & Mars (Venus and Mars)
- 2001: Trigger Happy
- 2002: Girls Club (Fernsehserie, 2 Folgen)
- 2003: JAG – Im Auftrag der Ehre (JAG, Fernsehserie, Folgen 8x20–8x21)
- 2003–2016, 2024: Navy CIS (NCIS, Fernsehserie, 307 Folgen)
- 2004: The Mystery of Natalie Wood (Fernsehfilm)
- 2005: Her Minor Thing
- 2009: Charlie Valentine – Gangster, Gunfighter, Gentleman (Charlie Valentine)
- 2012: Major Crimes (Fernsehserie, Folge 1x04)
- 2014: Navy CIS: New Orleans (NCIS: New Orleans, Fernsehserie, Folge 1x02)
- 2015: Navy CIS: L.A. (NCIS: Los Angeles, Fernsehserie, Folge 7x05)
- 2016–2022: Bull (Fernsehserie, 125 Folgen)

## Singles
- 2013: Under The Sun (NCIS)[9]
- Bitter and Blue (NCIS) by Michael Weatherly
- Pretty Baby (NCIS) by Michael Weatherly
- A Few Of My Words (NCIS) by Michael Weatherly